# Żabieniec (Bolmin)
Żabieniec – przysiółek wsi Bolmin w Polsce, położony w województwie świętokrzyskim, w powiecie kieleckim, w gminie Chęciny.
W latach 1975–1998 przysiółek administracyjnie należał do województwa kieleckiego.